# Seth (Zvezdna vrata SG-1)
Sethje naslov epizode znanstveno-fantastične serije Zvezdna vrata, v kateri Samanthin oče Jacob prosi ekipo SG-1, naj mu pomaga najti starodavnega [goa'uld]]skega lorda Setha, za katerega sumi, da se skriva na Zemlji. Računalniška preiskava pokaže, da je Seth res na našem planetu in da je v tisočih letih s pomočjo lažne religije na svojo stran pridobil lepo število privržencev. SG-1 Setha izsledi v Washingtonu, kjer ga straži skrbno izurjena vojska. Poleg tega ekipa spozna obupanega Levinsona, ki bi izpod Sethovih krempljev rad rešil svojega sina Toma.